# Schleife
Schleife (hornolužickosrbsky Slepo, v místním dialektu neoficiálně Slěpe) je obec v Horní Lužici v německé spolkové zemi Sasko. Nachází se v zemském okrese Zhořelec u hranice s Braniborskem a má přibližně 2 500 obyvatel.

## Lužičtí Srbové

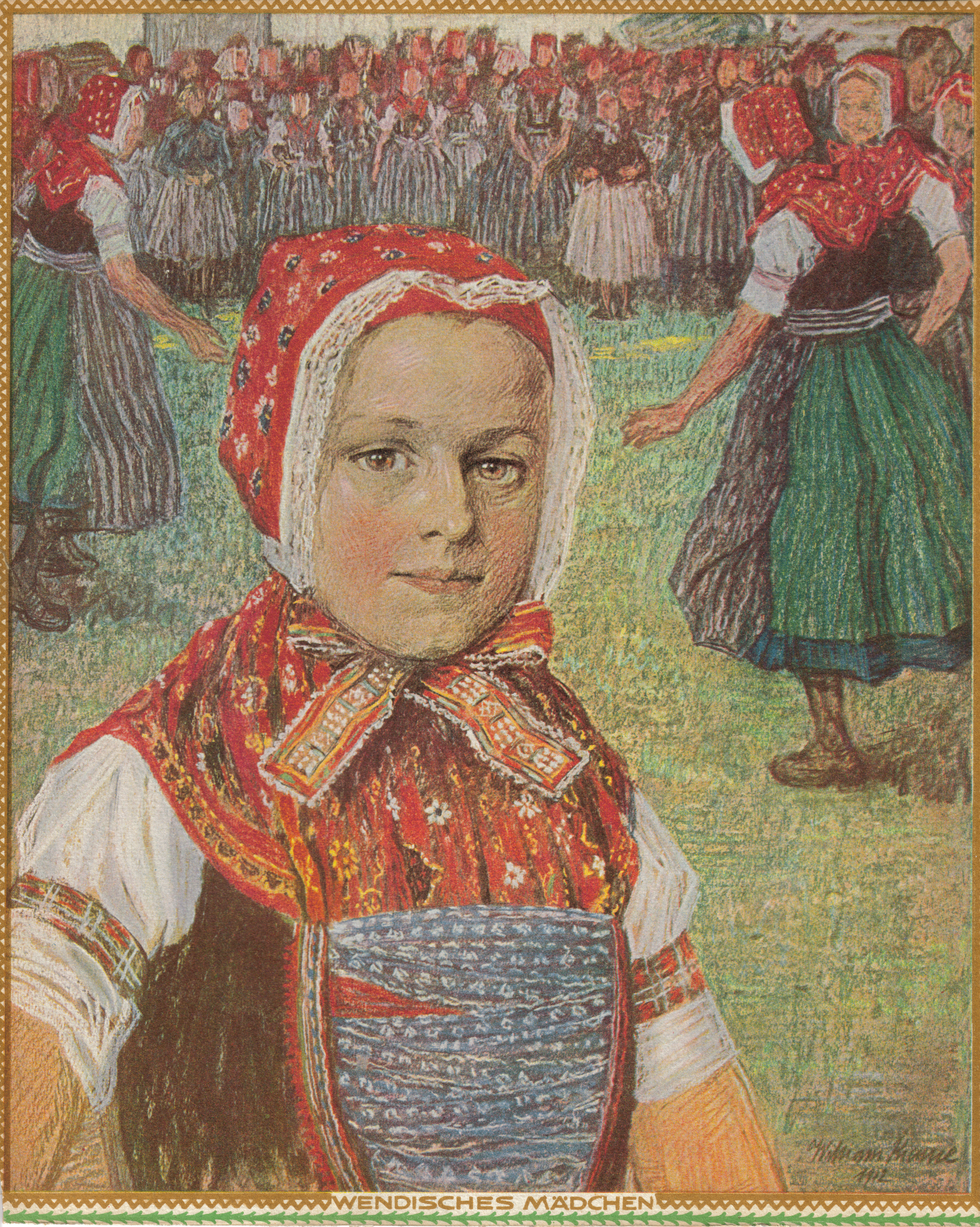
Děvče ve slepském kroji (1912)

Ve obci je lužickosrbská menšina, místní varianta lužické srbštiny je dokonce považována za zvláštní dialekt. Lužickou srbštinou sice v současnosti mluví jen menšina obyvatel, je zde ale snaha opět lužickosrbštinu pozvednout — v rámci programu Witaj zde funguje lužickosrbská školka. Je zde také lužickosrbské kulturní centrum.

## Historie
První písemná zmínka o sídlu s názvem Slepe je z 21. ledna roku 1272. V roce 1960 v obci vzniklo pod vnějším nátlakem Jednotné zemědělské družstvo (německy Landwirtschaftliche Produktionsgenossenschaft).
Historickou památkou je pozdně gotický kostel.

## Osobnosti
- Kito Lorenc (1938–2017), lužickosrbský básník